# ペフ
ペフは、電子線架橋によるポリオレフィンフォーム。
軽量、緩衝性、柔軟性、復元性、断熱性、成形性、非吸水性、耐久性等の特長がある。
主な用途は自動車の内装、建築用の資材、家電・エアコンの断熱材。